# Thecla callirrhoe
Thecla callirrhoe är en fjärilsart som beskrevs av Goodson 1945. Thecla callirrhoe ingår i släktet Thecla och familjen juvelvingar. Inga underarter finns listade i Catalogue of Life.